# Kammeradvokaten
Poul Schmith/Kammeradvokaten er statens foretrukne advokat.
Poul Schmith/Kammeradvokaten er ikke en statslig institution, men advokatfirmaet Poul Schmith/Kammeradvokaten, der gennem Finansministeriet har aftale med staten om at levere advokatydelser til centraladministrationen. Aftalen dækker med få undtagelser statens behov for advokatbistand på alle retsområder. Kammeradvokaten har pligt til at føre sager og yde rådgivning til staten, og de statslige institutioner har – som udgangspunkt – også pligt til at søge deres behov for advokatbistand dækket hos Kammeradvokaten. En af disse former for rådgivning er kammeradvokatens udtalelser om juridiske forhold, som kaldes for (juridiske) responsa.
Embedet blev tidligere besat af en partner fra advokatfirmaet Poul Schmith ved kongelig udnævnelse, men denne praksis ophørte med aftalen mellem Kammeradvokaten og Finansministeriet, der trådte i kraft i 2015.
Poul Schmith/Kammeradvokaten fører ikke offentlige straffesager, og embedet må således ikke forveksles med Rigsadvokaten, der er statens øverste anklager.

## Kammeradvokaturets historie
Christian den 5. oprettede i 1684 embedet som kammeradvokat, som oprindeligt kun var advokat for statskassen – kongens kammer. Embedet har ikke altid været besat med en privat advokat. Frem til 1936 var kammeradvokaten en (kongelig) embedsmand.
Kammeradvokatens virke nedstammer i vid udstrækning fra hvervet under enevælden i Danmark som generalprokurør, herunder Henrik Stampe og Christian Colbjørnsen.
Den første privatpraktiserende kammeradvokat var Højesteretssagfører Arne Kemp, der i 1936 grundlagde det advokatfirma, hvor alle senere kammeradvokater også er kommet fra.

## Tidligere kammeradvokater
- 1936-1953 Højesteretssagfører Arne Kemp
- 1953-1965 Højesteretssagfører H. O. Hansen
- 1965-1982 Højesteretssagfører Poul Schmith
- 1982-1992 Landsretssagfører Ole Fentz
- 1992-2004 Advokat (H) M. Gregers Larsen
- 2004-2014 Advokat (H) Karsten Hagel-Sørensen

Pr. 1. januar 2015 er titlen kammeradvokat ikke længere knyttet til en person men til virksomheden Poul Schmith/Kammeradvokaten.